# Минаков, Иван Фёдорович
Иван Фёдорович Минаков (1921—1943) — младший сержант Рабоче-крестьянской Красной Армии, участник Великой Отечественной войны, Герой Советского Союза (1943).

## Биография
Иван Минаков родился в 1921 году в Курске. После окончания семи классов школы работал на телефонной станции. В 1942 году Минаков был призван на службу в Рабоче-крестьянскую Красную Армию. С 1943 года — на фронтах Великой Отечественной войны. Участвовал в Курской битве. К октябрю 1943 года младший сержант Иван Минаков командовал отделением роты автоматчиков 574-го стрелкового полка 121-й стрелковой дивизии 30-го стрелкового корпуса 60-й армии Воронежского фронта. Отличился во время битвы за Днепр.
Отделение Минакова принимало активное участие в боях за захват и удержание плацдарма на западном берегу Днепра в районе села Козаровичи Вышгородского района Киевской области Украинской ССР. В ночь с 7 на 8 октября 1943 года оно прошло во вражеский тыл и атаковало противника, захватив его траншеи. 14 октября 1943 года Минаков погиб в бою. Похоронен в братской могиле в селе Глебовка Вышгородского района.
Указом Президиума Верховного Совета СССР от 17 октября 1943 года за «успешное форсирование реки Днепр севернее Киева, прочное закрепление плацдарма на западном берегу реки Днепр и проявленные при этом отвагу и геройство» младший сержант Иван Минаков посмертно был удостоен высокого звания Героя Советского Союза. Также был награждён орденом Ленина и медалью.
В честь Минакова названа улица и установлен бюст в Курске.